# Leesburg (Virgínia)
Leesburg é uma cidade  localizada no estado norte-americano de Virginia, no Condado de Loudoun.

## Demografia
Segundo o censo norte-americano de 2000, a sua população era de 28.311 habitantes.
Em 2006, foi estimada uma população de 37.476, um aumento de 9165 (32.4%).

## Geografia
De acordo com o United States Census Bureau tem uma área de
30,0 km², dos quais 30,0 km² cobertos por terra e 0,0 km² cobertos por água. Leesburg localiza-se a aproximadamente 102 m acima do nível do mar.

## Localidades na vizinhança
O diagrama seguinte representa as localidades num raio de 20 km ao redor de Leesburg.